# Tantilla gracilis
Tantilla gracilis – gatunek węża z rodziny połozowatych (Colubridae). Występuje w USA i Meksyku.

## Systematyka
Węże tego gatunku zaliczają się do rodziny połozowatych. Starsze źródła również umieszczają Tantilla w tej samej rodzinie Colubridae, choć używają polskiej nazwy wężowate czy też węże właściwe, zaliczanej do infrapodrzędu Caenophidia, czyli węży wyższych. W obrębie rodziny rodzaj Tantilla wchodzi w skład podrodziny Colubrinae.

## Rozmieszczenie geograficzne
Łuskonośnego tego spotyka się w Stanach Zjednoczonych Ameryki i północno-wschodnim Meksyku; na północy jego zasięg występowania sięga Illinois (południowy zachód stanu), Missouri, Kansas, na południu sięga stanów Coahuila i Tamaulipas.

## Ekologia
Gad zasiedla różnorodne siedliska. IUCN wymienia tutaj:
- prerie
- lasy sosnowo-dębowe
- lasy sosnowe
- lasy dębowo-jałowcowe
- lasy liściaste
- lasy o roślinności ciernistej
- lesiste zbocza górskie
- skraje lasów
- tereny trawiaste z krzewami.

## Zagrożenia i ochrona
Liczebność gatunku obniża się, ale lokalnie jest on nadal pospolity.
Występuje na obszarach chronionych.